# Rivecourt
Rivecourt est une commune française située dans le département de l'Oise en région Hauts-de-France. Ses habitants sont appelés les Rivecouriens ou plus couramment les Rivecourtois.

## Géographie
La commune est située dans le département de l'Oise, près de la rive droite de l'Oise et près de la voie ferrée de Creil à Aulnoye-Aymeries, non loin de Compiègne, au pied du versant sud d'une butte-témoin boisée dite La Butte du Moulin culminant à 120 m au-dessus du niveau de la mer. L'Oise matérialise la limite sud du territoire communal, partagé entre surfaces agricoles et parcelles boisées. Avec une petite superficie de seulement 3,87 km2, Rivecourt se classe en 608e rang des 664 communes de l'Oise. Rivecourt est une commune résidentielle à caractère rural, en dehors de toute agglomération. La distance orthodromique avec la capitale, au sud-ouest, est de 61 km. Le chef-lieu d'arrondissement de Compiègne est éloigné de 10 km, et le chef-lieu de département Beauvais de 48 km. L'aéroport Roissy-Charles-de-Gaulle est situé à 43 km au sud.

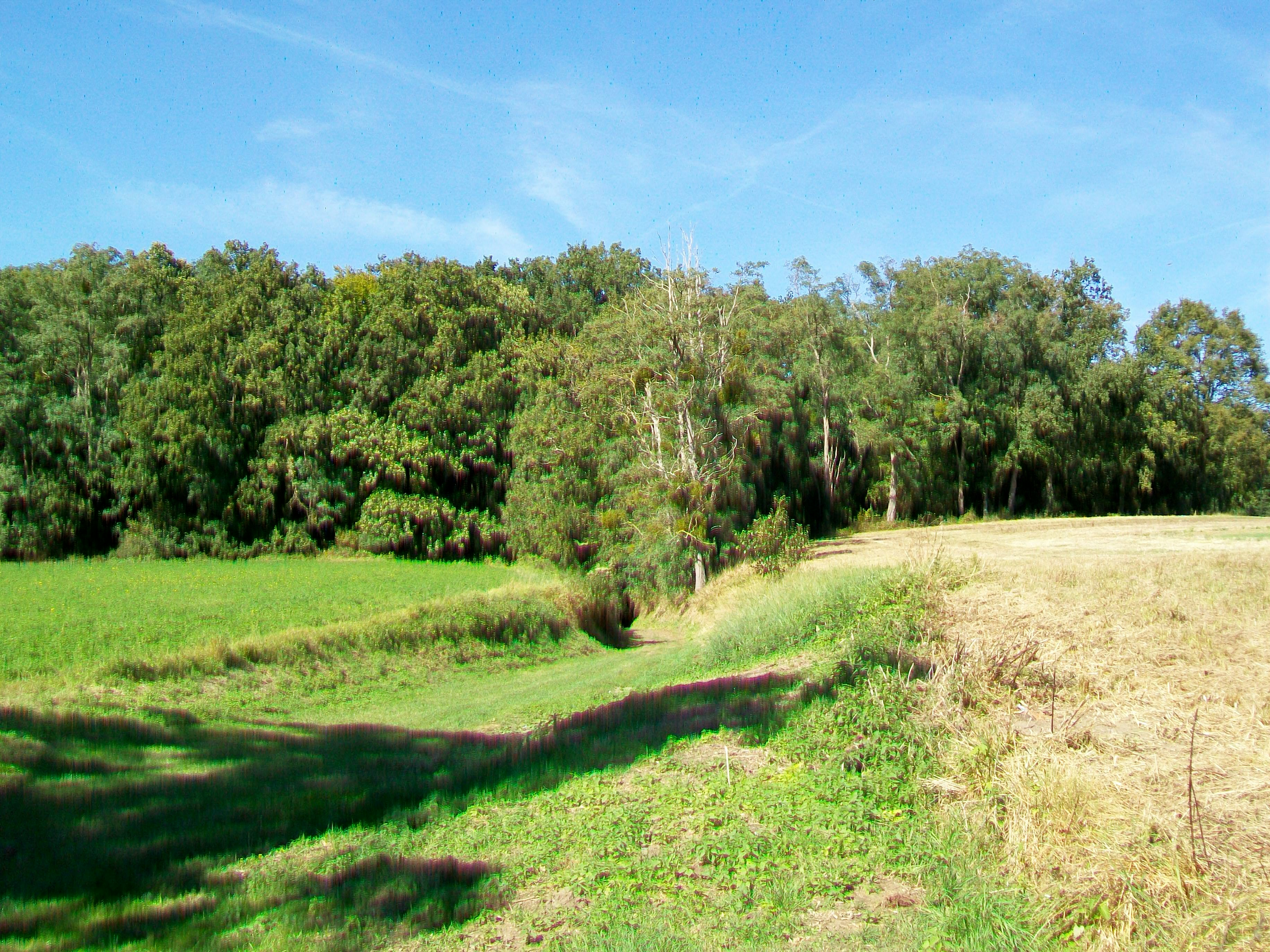
Vue vers la butte du Moulin.

|                       | Le Meux   |                    |
| Longueil-Sainte-Marie | Rivecourt |                    |
|                       | Verberie  | Lacroix-Saint-Ouen |

### Hydrographie

#### Réseau hydrographique
La commune est située dans le bassin Seine-Normandie. Elle est drainée par l'Oise, le fossé des Cornets et le fossé du Fourché,,.
L'Oise prend sa source en Belgique, à 309 mètres d'altitude, dans l'ancienne commune de Forges et se jette dans la Seine à 20 mètres d'altitude, au Pointil en rive droite et en aval du centre de Conflans-Sainte-Honorine dans le département des Yvelines. D'une longueur 341 kilomètres, elle est presque entièrement navigable et bordée de canaux sur 104 kilomètres. 

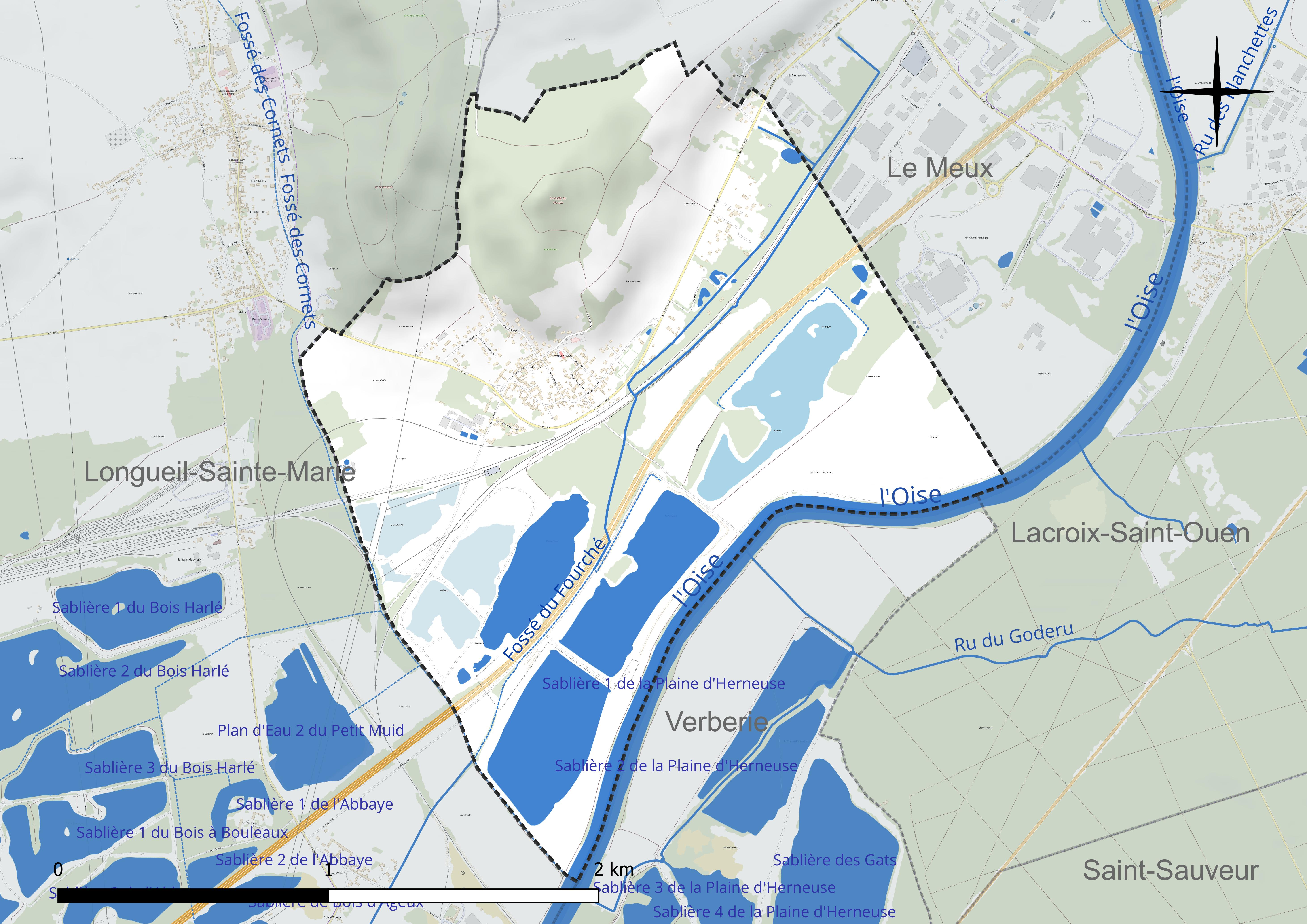
Réseau hydrographique de Rivecourt.

#### Gestion et qualité des eaux
Le territoire communal est couvert par le schéma d'aménagement et de gestion des eaux (SAGE) « Sensée ». Ce document de planification concerne un territoire de 789 km2 de superficie, délimité par trois bassins versants en totalité ou en partie (Aisne, Oise et Aronde). Le périmètre a été arrêté le 16 octobre 2001 et le SAGE proprement dit a été approuvé le 8 juin 2009, puis révisé le 27 novembre 2019. La structure porteuse de l'élaboration et de la mise en œuvre est le syndicat mixte Oise-Aronde. 
La qualité des cours d'eau peut être consultée sur un site dédié géré par les agences de l'eau et l'Agence française pour la biodiversité. 

### Climat
Pour des articles plus généraux, voir Climat des Hauts-de-France et Climat de l'Oise.
En 2010, le climat de la commune est de type climat océanique dégradé des plaines du Centre et du Nord, selon une étude du CNRS s'appuyant sur une série de données couvrant la période 1971-2000. En 2020, Météo-France publie une typologie des climats de la France métropolitaine dans laquelle la commune est dans une zone de transition entre le climat océanique et le climat océanique altéré et est dans la région climatique  Nord-est du bassin Parisien, caractérisée par un ensoleillement médiocre, une pluviométrie moyenne régulièrement répartie au cours de l'année et un hiver froid (3 °C). 
Pour la période 1971-2000, la température annuelle moyenne est de 10,8 °C, avec une amplitude thermique annuelle de 15,3 °C. Le cumul annuel moyen de précipitations est de 672 mm, avec 11,4 jours de précipitations en janvier et 8,1 jours en juillet. Pour la période 1991-2020, la température moyenne annuelle observée sur la station météorologique la plus proche, située sur la commune de Margny-lès-Compiègne à 11 km à vol d'oiseau, est de 11,2 °C et le cumul annuel moyen de précipitations est de 633,5 mm,. Pour l'avenir, les paramètres climatiques de la commune estimés pour 2050 selon différents scénarios d'émission de gaz à effet de serre sont consultables sur un site dédié publié par Météo-France en novembre 2022.

## Urbanisme

### Typologie
Au 1er janvier 2024, Rivecourt est catégorisée commune rurale à habitat dispersé, selon la nouvelle grille communale de densité à sept niveaux définie par l'Insee en 2022.
Elle appartient à l'unité urbaine de Lacroix-Saint-Ouen, une agglomération intra-départementale regroupant trois  communes, dont elle est une commune de la banlieue,,. Par ailleurs la commune fait partie de l'aire d'attraction de Compiègne, dont elle est une commune de la couronne,. Cette aire, qui regroupe 101 communes, est catégorisée dans les aires de 50 000 à moins de 200 000 habitants,.

### Occupation des sols
L'occupation des sols de la commune, telle qu'elle ressort de la base de données européenne d'occupation biophysique des sols Corine Land Cover (CLC), est marquée par l'importance des territoires agricoles (47 % en 2018), en diminution par rapport à 1990 (68,7 %). La répartition détaillée en 2018 est la suivante : 
terres arables (47 %), eaux continentales (22,3 %), forêts (19,8 %), zones urbanisées (9,7 %), zones industrielles ou commerciales et réseaux de communication (1,1 %). L'évolution de l'occupation des sols de la commune et de ses infrastructures peut être observée sur les différentes représentations cartographiques du territoire : la carte de Cassini (XVIIIe siècle), la carte d'état-major (1820-1866) et les cartes ou photos aériennes de l'IGN pour la période actuelle (1950 à aujourd'hui).

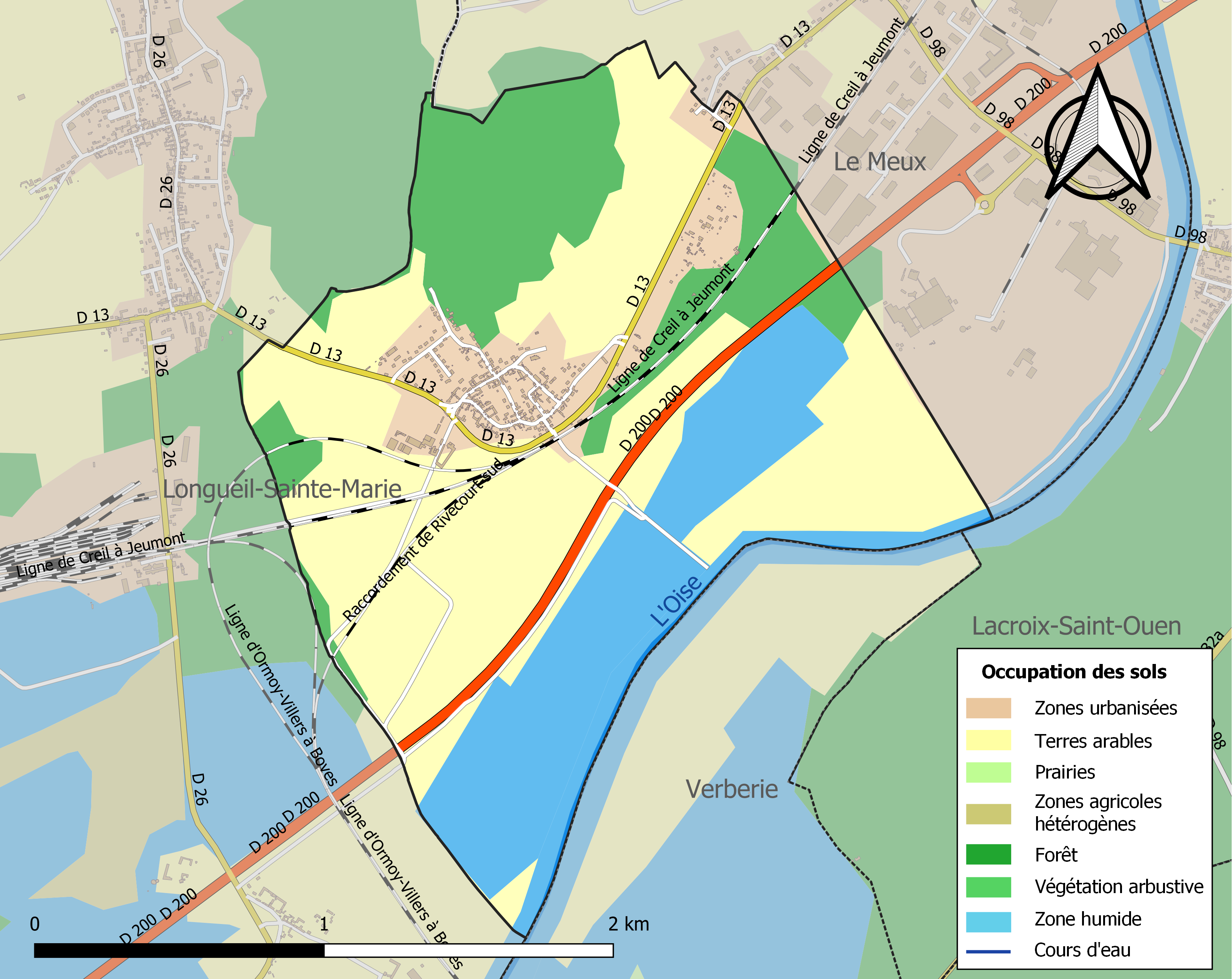
Carte des infrastructures et de l'occupation des sols de la commune en 2018 (CLC).

### Voies de communication et transports
Sur le plan des voies de communication, deux routes départementales sont présentes à Rivecourt et traversent le territoire communal dans un sens nord-est, sans passer par le centre du village. La RD 13 est une route de desserte locale de la moyenne vallée de l'Oise et relie Compiègne à Pont-Sainte-Maxence. Les grands flux de circulation sont quant à eux absorbés par la voie rapide de la RD 200 Creil - Compiègne, qui passe entre la voie ferrée et l'Oise. L'échangeur le plus proche qui y donne accès se situe sur la commune voisine du Meux, à une distance routière de 3 km environ. La RD 200 établit la liaison avec d'autres routes importantes, dont l'autoroute A1 par son échangeur n° 9 « Pont-Sainte-Maxence / Compiègne sud » sur la commune voisine de Longueil-Sainte-Marie. Pour l'atteindre, il faut toutefois passer par Le Meux, dans le sens opposé.
Rivecourt ne possède pas de gare sur son territoire, mais la gare de Longueil-Sainte-Marie n'est éloignée que de 1,5 km. Elle est desservie par les trains omnibus TER Hauts-de-France de la relation C14 Compiègne - Paris. Du lundi au vendredi, s'y arrêtent dix trains vers Compiègne et huit trains vers Paris, la fréquence étant moindre le week-end. Le temps de parcours est de 54 minutes pour Paris et de 13 minutes pour Compiègne.
La commune est desservie, en 2023, par les lignes 660, 661, 6310 et 6322 du réseau interurbain de l'Oise.

## Toponymie

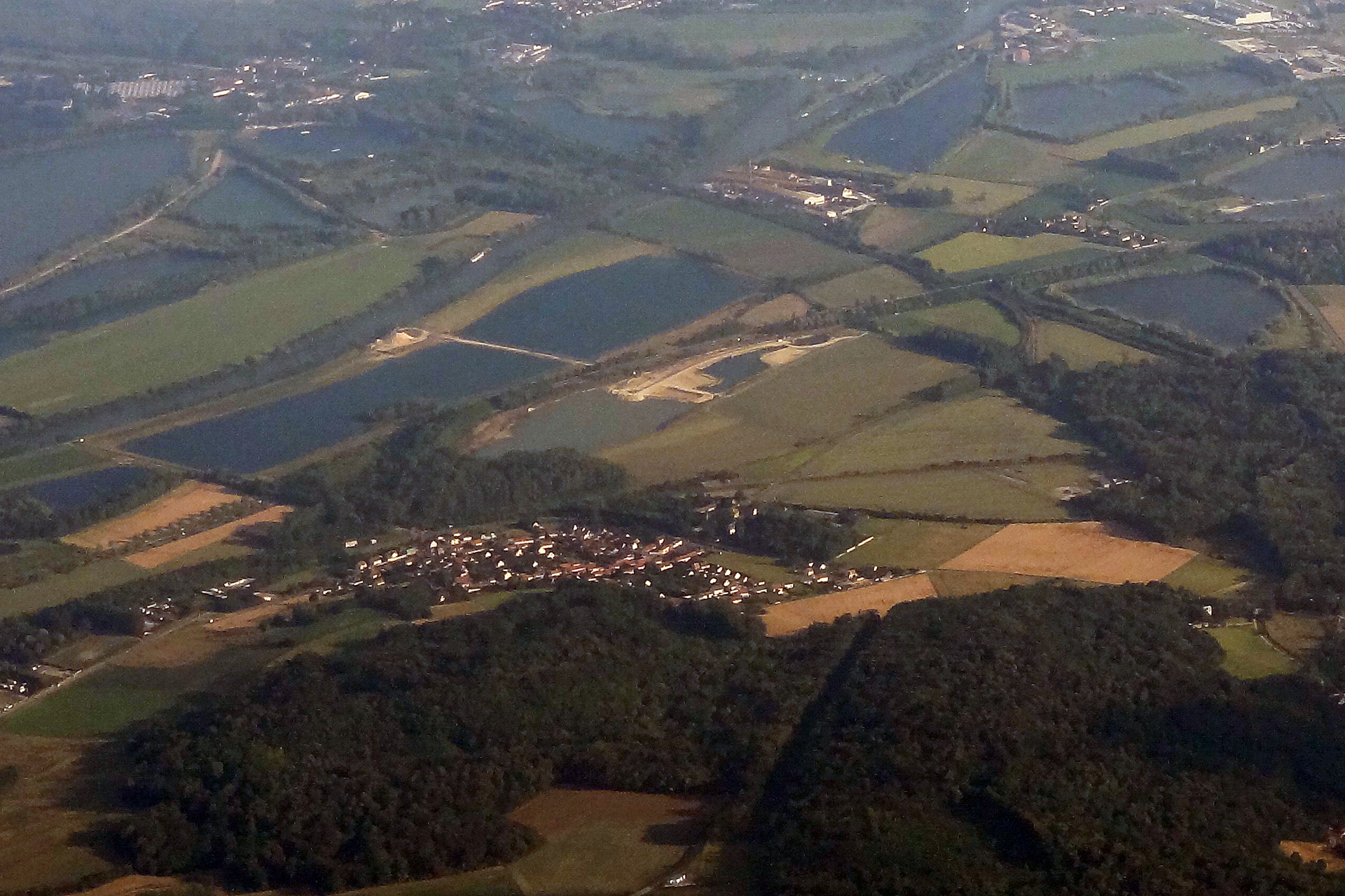
Vue aérienne de Rivecourt.

Le nom de la localité est attesté sous les formes Riulficurt (844) ; in Rivirtsicurte (844) ; in villa Riulficurte (917) ; Riparii curtis (917) ; Rivericors villa in pago Belvacense (944) ; Reveriscors (Xe) ; Rivererscort (1156) ; contra riparii curtim (1162) ; Rivericurioe (1177) ; Ripecuria (XIIe) ; apud rivecort (vers 1200) ; Rivrecurioe (1202) ; Rivecort (1214) ; Rivroiscort (1218) ; Rivecor (1220) ; Rivecourt (1220) ; Rivricourt (1450) ; Riveriscors (vers 1480) ; Reuvricourt (1525) ; Ricourt (1570) ; ecclesia sancti Wandregisilli de Rivecourt (XVIe) ; Rivecour (1667).

## Histoire
La commune de Rivecourt est réputée pour son prieuré qui fut fondé au VIIe siècle, à la suite d'un don du roi à l'abbaye de Saint-Wandrille (charte royale de 693 confirmée en 704). L'église et le prieuré de Rivecourt ont été reconstruits après l'incendie de 895 à la suite des invasions normandes, puis vers 1513 sous Louis XII. Le prieuré de Rivecourt a abrité jusqu'en 1596, date à laquelle il fut sécularisé, une communauté de douze moines qui suivaient la règle de saint Benoît. Ils sont à l'origine de la construction de l'église Saint-Wandrille. 
Lors d'épisodes orageux la nuit du 26 au 27 juillet 2013, la commune est touchée par d'importantes chutes de grêlons. D'après le maire, les deux tiers des toitures des habitations sont endommagées et de nombreuses voitures ont la toiture enfoncée.

## Héraldique
| Blason de Rivecourt | Blason  | Parti: au 1er de gueules à la hache d'armes d'argent, au 2e coupé au I d'azur à la divise ondée d'argent et au II d'or à l'arbre coupé de sinople. |
| Blason de Rivecourt | Détails | Le statut officiel du blason reste à déterminer.                                                                                                   |

## Politique et administration
| Période   | Période                         | Identité        | Étiquette | Qualité |
| --------- | ------------------------------- | --------------- | --------- | ------- |
| mars 2001 | mars 2008                       | Jean Varenne    |           |         |
| mars 2008 | mars 2014                       | Roger Beaumont  |           |         |
| mars 2014 | En cours (au 27 septembre 2014) | Annick Lefebvre |           |         |

## Population et société

### Démographie

#### Évolution démographique
L'évolution du nombre d'habitants est connue à travers les recensements de la population effectués dans la commune depuis 1793. Pour les communes de moins de 10 000 habitants, une enquête de recensement portant sur toute la population est réalisée tous les cinq ans, les populations de référence des années intermédiaires étant quant à elles estimées par interpolation ou extrapolation. Pour la commune, le premier recensement exhaustif entrant dans le cadre du nouveau dispositif a été réalisé en 2004.

En 2022, la commune comptait 627 habitants, en évolution de +8,1 % par rapport à 2016 (Oise : +0,87 %, France hors Mayotte : +2,11 %).
| 1793 | 1800 | 1806 | 1821 | 1831 | 1836 | 1841 | 1846 | 1851 |
| ---- | ---- | ---- | ---- | ---- | ---- | ---- | ---- | ---- |
| 255  | 231  | 282  | 270  | 282  | 296  | 307  | 302  | 312  |

| 1856 | 1861 | 1866 | 1872 | 1876 | 1881 | 1886 | 1891 | 1896 |
| ---- | ---- | ---- | ---- | ---- | ---- | ---- | ---- | ---- |
| 304  | 294  | 260  | 259  | 269  | 271  | 289  | 283  | 270  |

| 1901 | 1906 | 1911 | 1921 | 1926 | 1931 | 1936 | 1946 | 1954 |
| ---- | ---- | ---- | ---- | ---- | ---- | ---- | ---- | ---- |
| 246  | 245  | 253  | 298  | 304  | 269  | 260  | 256  | 312  |

| 1962 | 1968 | 1975 | 1982 | 1990 | 1999 | 2004 | 2006 | 2009 |
| ---- | ---- | ---- | ---- | ---- | ---- | ---- | ---- | ---- |
| 301  | 321  | 331  | 373  | 383  | 459  | 500  | 514  | 525  |

| 2014 | 2019 | 2022 | - | - | - | - | - | - |
| ---- | ---- | ---- | - | - | - | - | - | - |
| 578  | 625  | 627  | - | - | - | - | - | - |

#### Pyramide des âges
La population de la commune est relativement jeune.
En 2018, le taux de personnes d'un âge inférieur à 30 ans s'élève à 36,3 %, soit en dessous de la moyenne départementale (37,3 %). À l'inverse, le taux de personnes d'âge supérieur à 60 ans est de 20,0 % la même année, alors qu'il est de 22,8 % au niveau départemental.
En 2018, la commune comptait 303 hommes pour 307 femmes, soit un taux de 50,33 % de femmes, légèrement inférieur au taux départemental (51,11 %).
Les pyramides des âges de la commune et du département s'établissent comme suit.
| Hommes | Classe d’âge | Femmes |
| ------ | ------------ | ------ |
| 0,0    | 90 ou +      | 1,0    |
| 4,8    | 75-89 ans    | 7,0    |
| 11,3   | 60-74 ans    | 15,9   |
| 24,5   | 45-59 ans    | 19,7   |
| 21,6   | 30-44 ans    | 21,6   |
| 17,1   | 15-29 ans    | 15,6   |
| 20,6   | 0-14 ans     | 19,4   |

| Hommes | Classe d’âge | Femmes |
| ------ | ------------ | ------ |
| 0,5    | 90 ou +      | 1,4    |
| 5,5    | 75-89 ans    | 7,6    |
| 15,6   | 60-74 ans    | 16,3   |
| 20,8   | 45-59 ans    | 20     |
| 19,4   | 30-44 ans    | 19,4   |
| 17,6   | 15-29 ans    | 16,2   |
| 20,6   | 0-14 ans     | 19,1   |

## Lieux et monuments

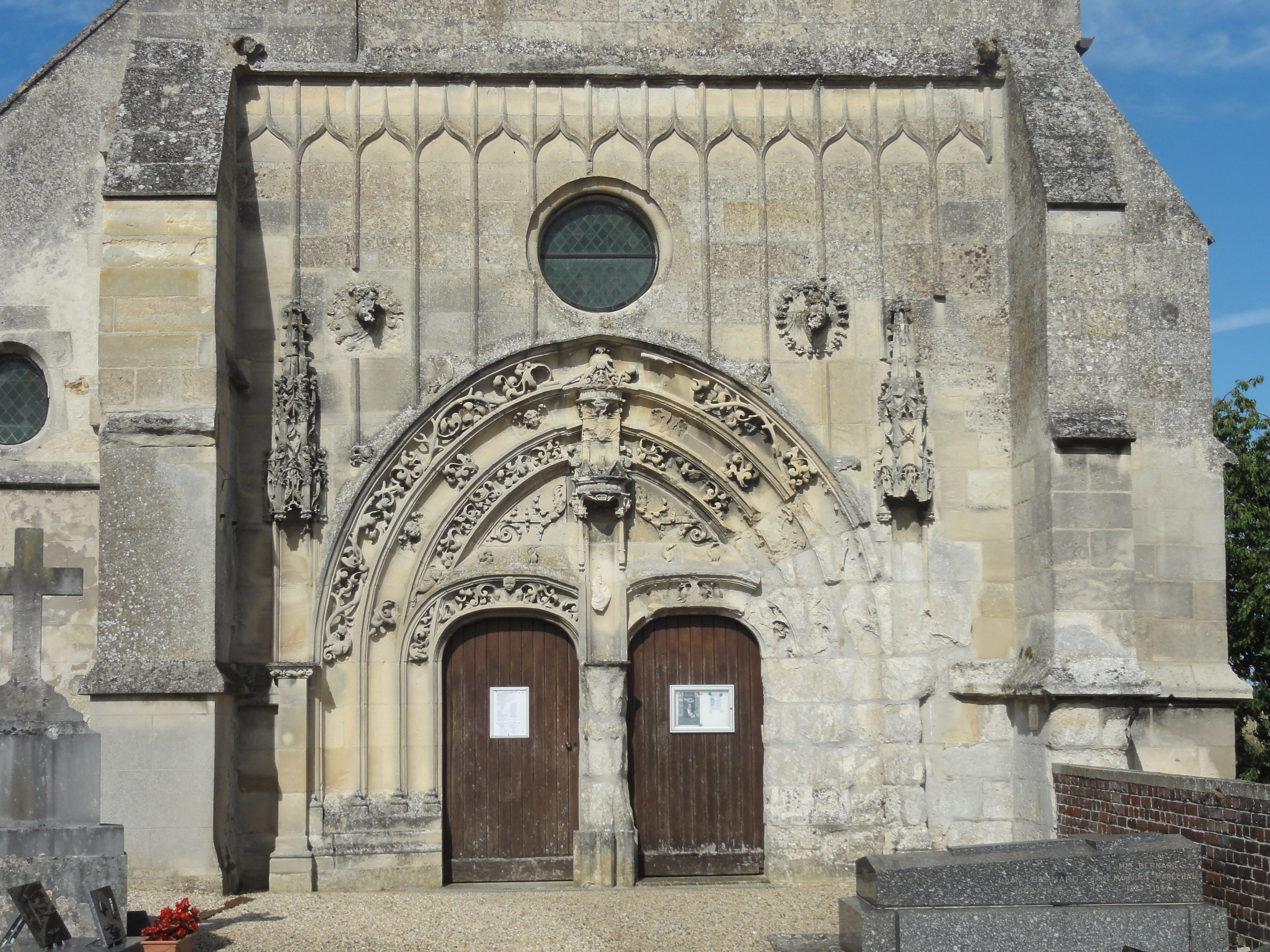
Façade occidentale de l'église.

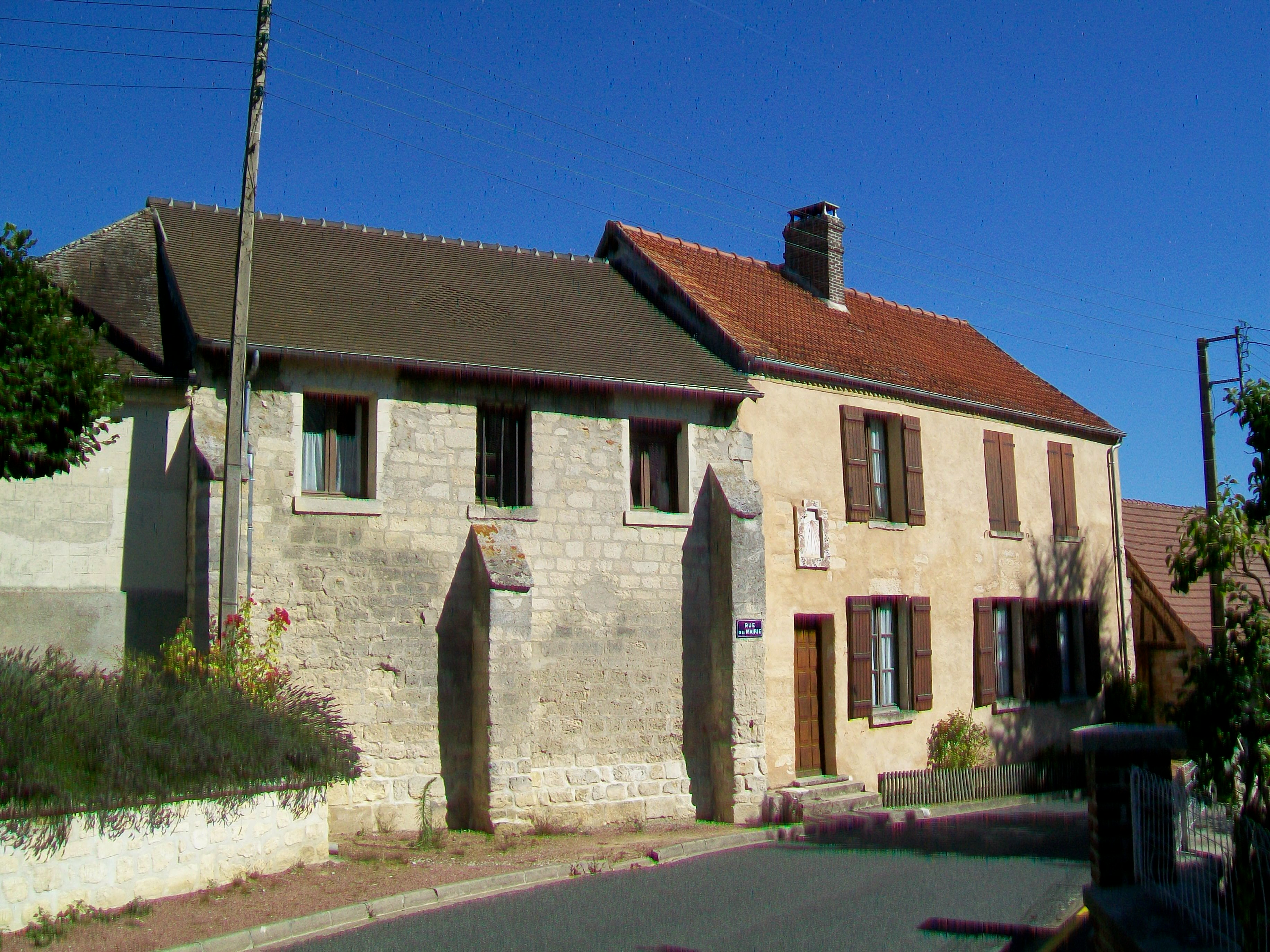
Maison à côté du cimetière, comportant des vestiges du prieuré.

### Monument historique
Rivecourt ne compte qu'un seul monument historique sur son territoire.
- Église Saint-Wandrille (inscrite monument historique par arrêté du 18 décembre 1945, avec le cimetière attenant[38]) : Elle a été fondée par l'abbaye Saint-Wandrille de Fontenelle à l'époque mérovingienne, en 693. Primitivement, la paroisse de Rivecourt s'étend sur les villages voisins de Longueil-Sainte-Marie et Chevrières. Jusqu'à la fin du XVIe siècle, l'abbaye entretient un prieuré près de l'église. Il devient un simple bénéfice en 1596. La construction de l'église actuelle aurait débuté en 1513, et sa grande homogénéité stylistique permet de déduire que le chantier progresse assez rapidement, avec un achèvement vers 1530. L'ensemble de l'édifice est de style gothique flamboyant, et malgré ses petites dimensions et sa hauteur modeste, son architecture est de bon niveau. Le portail occidental est l'un des plus richement décorés de la région, et l'espace intérieur bénéficie de piliers ondulés et d'une modénature aboutie, hormis dans le bas-côté. Cependant, la mise en œuvre n'est pas toujours soignée. Sur le portail, l'emploi d'une pierre trop tendre s'est soldé par une perte d'une partie importante du décor sculpté, et les voûtes du transept sont très irréguliers. Dans son ensemble, l'église Saint-Wandrille demeure pour autant un témoin précieux de la reconstruction flamboyante après la guerre de Cent Ans en milieu rural, et les restaurations modernes se limitent à une réfection partielle du décor du portail[39],[40].

### Autres éléments du patrimoine
- Château de Rivecourt, rue du Château : son jardin d'agrément datant pour partie du XVIIe siècle, sinon du troisième quart du XXe siècle, a été retenu pour le pré-inventaire des jardins remarquables[41]. Le château abrite aussi le chenil de l'équipage de chasse à courre[42] qui déclencha une polémique dans la presse après avoir abattu un cerf célèbre[43].

## Personnalités liées à la commune
- Le Grand Ferré (vers 1330-1358), héros populaire de la guerre de Cent Ans.